# Yasushi Nagao
Yasushi Nagao 長尾 靖 (Nagao Yasushi?) (20 maggio 1930 – 2 maggio 2009) è stato un fotografo giapponese, vincitore di un premio Pulitzer.
Nagao scattò la fotografia di Otoya Yamaguchi, studente diciassettenne di estrema destra, che uccideva con una spada Inejirō Asanuma, politico socialista. All'epoca Nagao era un cameraman in servizio per Mainichi Shimbun. Hisatake Abo, editor di Nagao, lo incaricò di realizzare un servizio per un dibattito presso la Hibiya Hall il 12 ottobre 1960. Nel momento che Yamaguchi si apprestò ad Asanuma, Nagao cambiò l'obiettivo della propria macchina fotografica da quindici piedi a tre piedi.
Nel 1960 vinse il World Press Photo of the Year e nel 1961 il premio Pulitzer per la fotografia. La vittoria del World Press Photo permise a Nagao di viaggiare in tutto il mondo, cosa impossibile per molti giapponesi in quei tempi.
Nagao lasciò la rivista nel 1962 e divenne un fotografo freelance.
Il 2 maggio 2009 Nagao è stato trovato morto nel bagno della propria abitazione, presumibilmente per cause naturali.